# Linghai
Linghai is een stad in de provincie Liaoning van China. Linghai     
ligt in de prefectuur Jinzhou.  
Linghai heeft meer dan 600.000 inwoners. 